# Santa Rita (Nouveau-Mexique)
Pour les articles homonymes, voir Santa Rita.
Santa Rita  est une ville fantôme du comté de Grant au Nouveau-Mexique.
Une mine de cuivre y a été exploitée pendant la période coloniale espagnole. La ville a été fondée en 1803, et a été abandonnée entre 1837 et 1849. La mine a été rouverte en 1873 après un traité signé avec les Indiens Cochise. La population était d'environ 500 personnes en 1884, et a atteint 6 000 habitants en 1920.
L'astronaute géologue Harrison Schmitt est originaire de Santa Rita.